# Château de Falkenstein (Harz)
Pour les articles homonymes, voir Falkenstein.
Le château de Falkenstein (en allemand : Burg Falkenstein), également anciennement appelé Nouveau château de Falkenstein (Burg Neuer Falkenstein[réf. à confirmer]) pour le distinguer du vieux château de Falkenstein, est un château allemand situé dans le Harz, datant du Haut Moyen-Âge. Il est situé dans la ville de Falkenstein entre Aschersleben et Harzgerode.

## Géographie
Le château se trouve à une hauteur d'environ 320 mètres au-dessus de la vallée de la Selke près du village de Meisdorf dans le district du Harz, dans le Land de Saxe-Anhalt. Il est situé dans des forêts étendues, aujourd'hui une zone protégée (Naturschutzgebiet). Les châteaux médiévaux d'Akkeburg et du vieux château de Falkenstein se trouvent également à proximité.

## Histoire

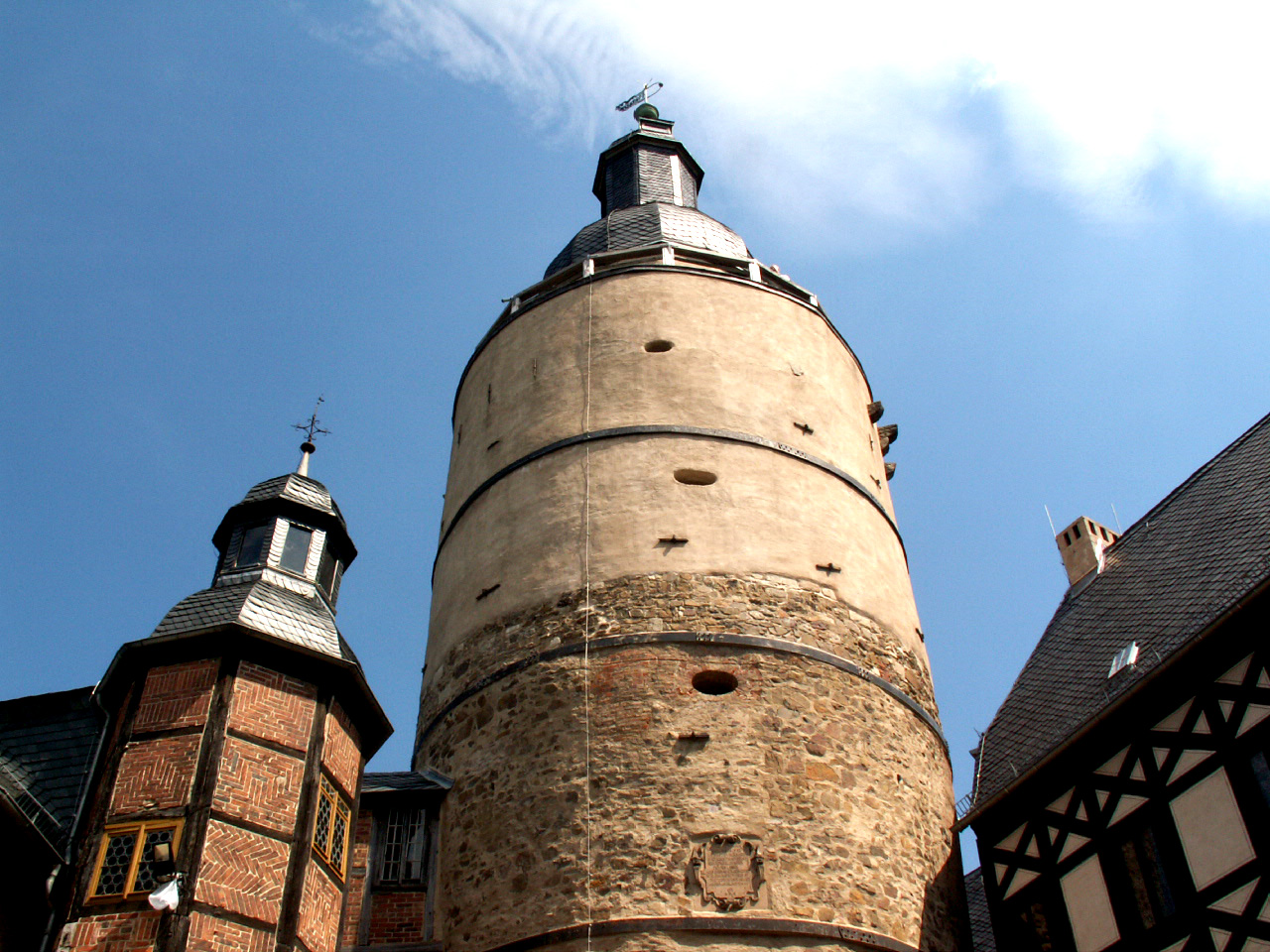
Donjon du château.

Le château de Falkenstein a été construit entre 1120 et 1150 par les seigneurs du Konradsburg qui se désignent désormais comme comtes de Falkenstein (Grafen von Falkenstein):99.
Selon la légende, le château de Falkenstein puise ses origines d'un meurtre : vers 1080, le noble saxon Egeno II de Konradsburg a tué le comte Adalbert II de Ballenstedt dans un combat, après quoi le meurtrier aurait été contraint de céder son siège familial pour être converti en un monastère. En conséquence, le fils d'Egeno, Burchard de Konradsburg, a fait construire le nouveau château de Falkenstein. 
En 1220, sous le règne du prince Henri d'Anhalt, le ministériel d'Anhalt Eike de Repgow, de Reppichau, y rédigea le Sachsenspiegel, le premier livre de droit allemand. Le livre est dédié à son commissaire, Hoyer de Falkenstein:100. En 1437, le château a été donné comme fief par l'évêché de Halberstadt à la maison d'Asseburg, entre les mains de laquelle le château est resté jusqu'à sa confiscation après la Seconde Guerre mondiale . 
Le château était l'un des nombreux décors de la série pour enfants en sept parties tournée par la télévision de la RDA, Spuk unterm Riesenrad, et l'un des lieux du film de conte de fées DEFA Schneeweißchen und Rosenrot (Blanche-Neige et Rose Rouge), ainsi qu'en vedette dans l'épisode de Polizeiruf 110 Die Entdeckung. 

## Description
Le château Falkenstein d'origine a été construit entre 1120 et 1150 dans un style roman:99. Bien qu'il ait été fréquemment modifié depuis, notamment au milieu du XVIe siècle, il conserve encore son caractère de château médiéval. 
Le château était protégé par sept portes et cinq zwingers. Le côté où les principales attaques étaient prévues possédait un mur bouclier de 17 mètres de haut:99.
Le site du château couvre une superficie d'environ 310 × 90 mètres. Son bailey intérieur, la porte et les zwinger ainsi que trois basses-cours couvrent environ 40 × 40 mètres. Au centre du bailey intérieur se trouve le bergerie de 31 mètres de haut dont les murs ont une épaisseur de 8,5 mètres à une hauteur de 2 mètres. Elle est aujourd'hui utilisée comme tour d'observation et est ouverte au public. 
À l'origine, un pont en bois reliait le bergfried à environ 9 mètres au-dessus du sol aux palas situés dans le coin nord-ouest. Des modifications (gothiques) ultérieures ont relié les bâtiments:99.

## Utilisation actuelle

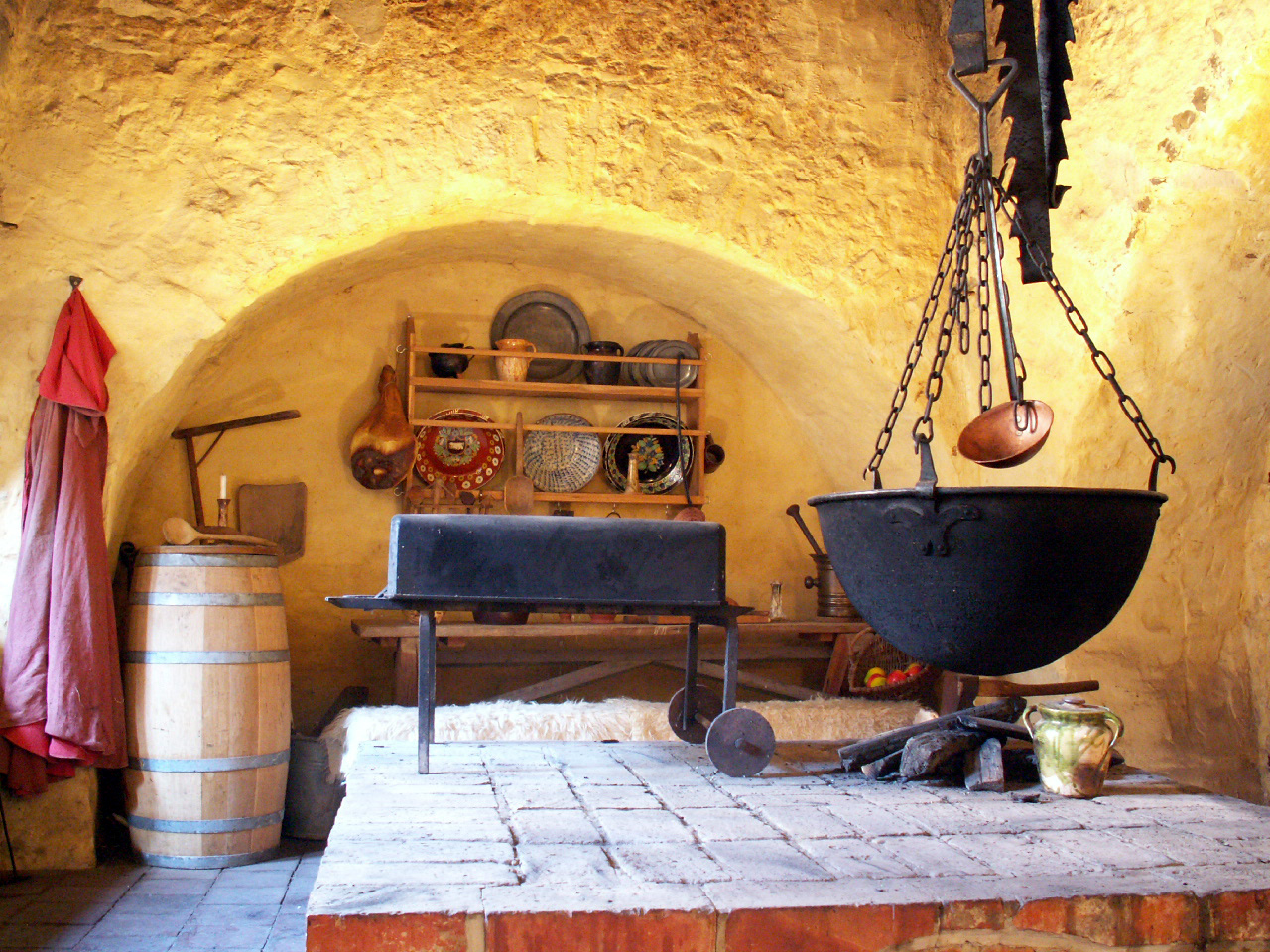
Ancienne cuisine.

Aujourd'hui, le château abrite un musée et sert de lieu pour des événements. Il fait partie de la Route romane, une route touristique:99. Le château possède une fauconnerie et un restaurant qui propose une cuisine traditionnelle « chevaleresque » (Ritteressen).
Le château est no 200 dans le réseau de checkpoints de randonnée connu sous le nom de Harzer Wandernadel. 

## Voir également
- Liste des châteaux de Saxe-Anhalt

## Sources

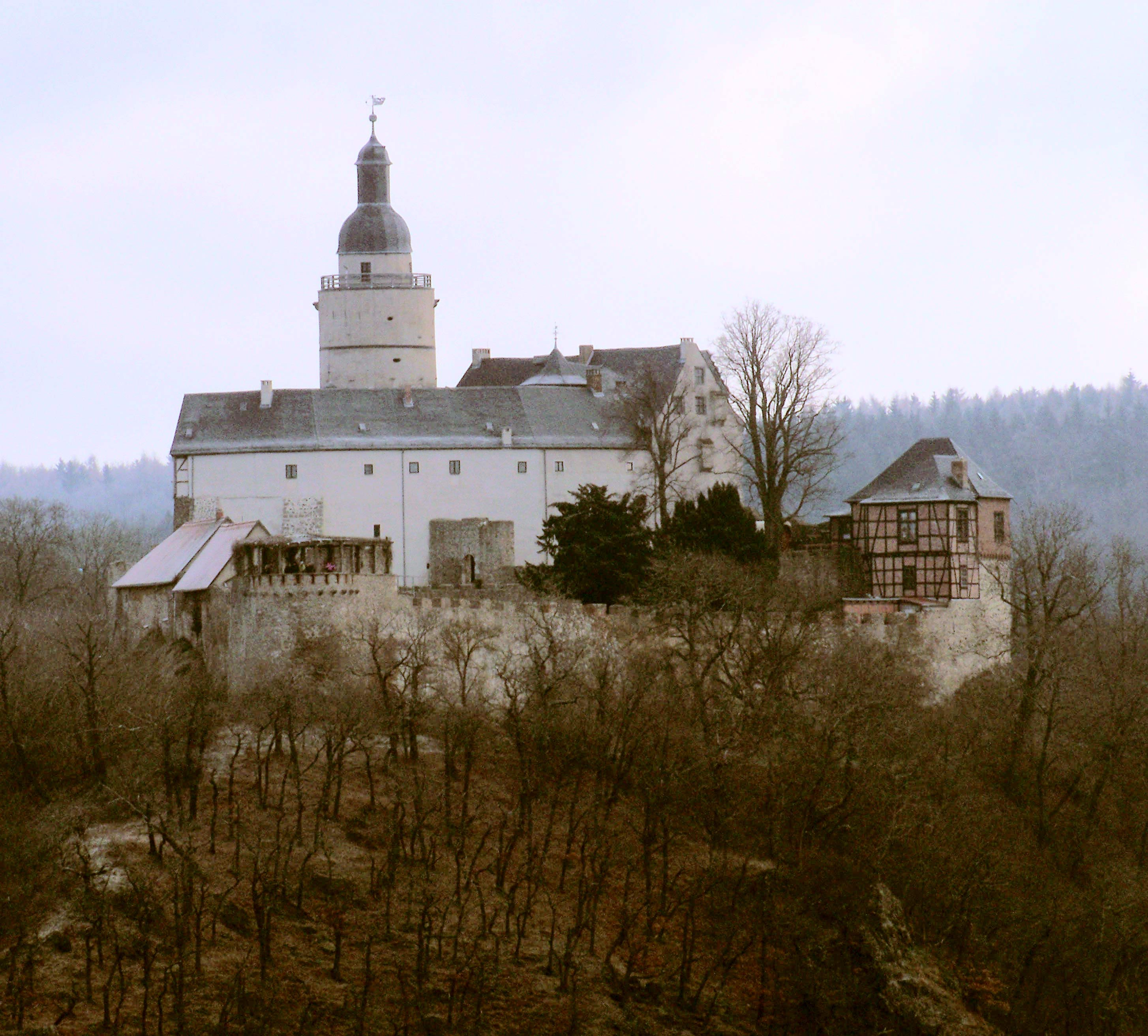
Le château de Falkenstein vu du Selkesicht.

- Sven Frotscher (1995), Burg Falkenstein et Schloss Meisdorf (en allemand), Leipzig: Ed. Leipzig
- Boje Schmuhl, ed. (2006), Burg Falkenstein (en allemand), Dössel: Stekovics
- Winfried Korf (1997), Burg Falkenstein (en allemand), Wettin: Stekovics
- Berent Schwineköper (Hrsg. ): Provinz Saxe Anhalt. Dans: Handbuch der Historischen Stätten Deutschlands. Bande 11. Alfred Kröner Verlag, Stuttgart 1987, p.   117-118,  (ISBN 3-520-31402-9)